# Guides du Maine
Les Guides du Maine sont une ancienne franchise américaine de ligue mineure de baseball qui opéra en International League de 1984 à 1988 comme club-école des Indians de Cleveland de 1984 à 1986, puis des Phillies de Philadelphie de 1987 à 1988 sous le nom de Phillies du Maine.

## Histoire
L'équipe s'installe à Old Orchard Beach (Maine) par transfert des Charlies de Charleston grâce à l'entrepreneur local Jordan Kobritz. Old Orchard Beach est une destination touristique, et le pari d'y installer une équipe de Triple-A s'avère payant la première année avec 183 300 spectateurs comptabilisés, soit la quatrième meilleure affluence en Ligue internationale en 1984. Le chute sportive s'accompagne d'un déclin des affluences, et les Guides pointent en dernière place dans ce domaine dès 1986 (105 600).
Le changement d'affiliation et même de nom ne change rien aux évolutions sportives et financières du club, qui déménage en Pennsylvanie pour donner vie aux Yankees de Scranton/Wilkes-Barre.

## Saison par saison
| Saison | Vic.-Déf. | Rang | Play-offs               |
| ------ | --------- | ---- | ----------------------- |
| 1984   | 77-59     | 2e   | Défaite en finale       |
| 1985   | 76-63     | 2e   | Défaite au premier tour |
| 1986   | 58-82     | 8e   |                         |
| 1987   | 60-80     | 7e   |                         |
| 1988   | 62-80     | 7e   |                         |